# María Isabel Urrutiaová
María Isabel Urrutia Ocoró (* 25. března 1965 Candelaria, Valle del Cauca) je kolumbijská vzpěračka, atletka a politička. Pro Kolumbii získala první olympijskou zlatou medaili v celé historii.
V mládí se věnovala zejména vrhu koulí a hodu diskem. V obou těchto disciplínách soutěžila na Letních olympijských hrách v Soulu roku 1988. V roce 1989 se přeorientovala na vzpírání a na mistrovství světa v Manchesteru, které se toho roku konalo, hned získala stříbro v kategorii do 82,5 kilogramu. Za rok na to tuto kategorii vyhrála a stala se mistryní světa. V roce 1991 brala stříbro, v roce 1993 znovu zlato (do 83 kg), rok na to stříbro, roku 1996 bronz, 1997 stříbro, 1998 bronz (nad 75 kg). V roce 2000 pak završila svou kariéru zlatou medailí na Letních olympijských hrách v Sydney, v těžké váze. V roce 2002 byla zvolena poslankyní dolní komory kolumbijského parlamentu za liberální Sjednocenou lidovou stranu (Movimiento Popular Unido). Znovuzvolena byla roku 2006, tento post zastávala do roku 2010.